# کوگادو استودیو
کوگادو استودیو (انگلیسی: Kogado Studio) شرکت بازی ویدئویی ژاپنی است، که در سال ۱۹۱۶ تأسیس شد.